# Naturschutzgebiet Fischteiche in der Lewitz
Das Naturschutzgebiet Fischteiche in der Lewitz befindet sich im Westen Mecklenburg-Vorpommerns innerhalb des Landschaftsschutzgebietes Lewitz auf den Gemeindegebieten von Neustadt-Glewe, Tramm und Spornitz im Landkreis Ludwigslust-Parchim.
Das am 22. Juli 1938 (7137 ha) eingerichtete und am 30. April 1963 verkleinerte Naturschutzgebiet besteht aus zwei Teilflächen. Es hat eine Gesamtfläche von 1767 Hektar. Zweck der Ausweisung ist der Schutz einer fischereilich genutzten Teichlandschaft als Brut-, Mauser-, Rast- und Überwinterungsgebiet von zum Teil in ihrem Bestand gefährdeten Vogelarten.
Der Gebietszustand wird als unbefriedigend eingestuft, da Unterhaltungsmaßnahmen an den Teichen und der Müritz-Elde-Wasserstraße zulasten der Röhrichte, Sträucher und Bäume gingen. Weiterhin wurden in der Vergangenheit brütende Kormorane vergrämt, da sie den wirtschaftlichen Erfolg der Teichfischer beeinträchtigten. Die einstige Bedeutung als eines der wichtigsten Wiesenbrütergebiete in Deutschland ging zu DDR-Zeiten durch Umwandlung der Feuchtwiesen in Saatgrasland verloren.
Die Flächen sind Teil des EU-Vogelschutzgebiets Lewitz.
Ein Überblick über die Fischteiche ist von den Brücken möglich, die über die Müritz-Elde-Wasserstraße führen. Die Grüne Liga betreibt seit 1997 das Projekt Naturschutz und Umweltbildung in der Lewitz mit Führungen und naturschutzfachlicher Arbeit.

## Gliederung

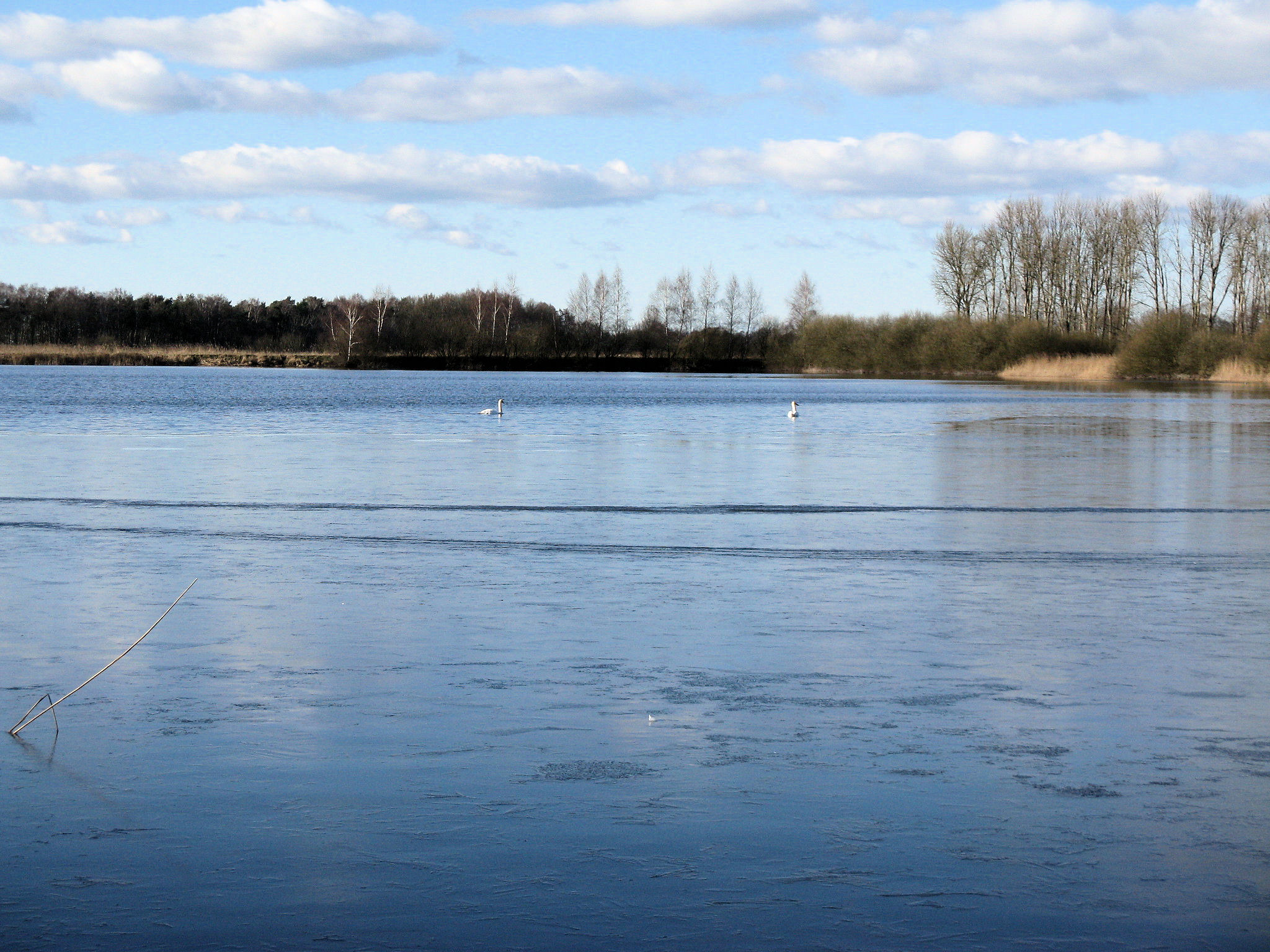
Schwäne auf den Friedrichsmoorer Karpfenteichen

Das Naturschutzgebiet untergliedert sich in zwei Bereiche:
- Nördliche Teilfläche:
  - die mit Laubwald bewachsenen Flurstücke Neuenbuchenhorstwiese, Im Hakeisen, Auf der Blanke und Kleiner Wulfshorst
  - die etwa 90 Hektar großen Brahm- und Möwenteiche, die nach 1990 nicht mehr bewirtschaftet wurden und somit mit Röhricht bewachsen sind
  - die Klinker Teiche
  - die Krutopp-Settiner Teiche
  - angrenzende Wiesen
  - Abschnitte der Flussläufe von Störkanal und Klinker Kanal

- Südliche Teilfläche:
  - Friedrichsmoorer Karpfenteiche
  - Neuhöfer Karpfenteiche (mit Ausnahme kleiner östlich liegender Teilflächen)
  - der ursprüngliche Verlauf der Elde in diesem Bereich
  - die durch die Teiche hindurch fließende und als Hochkanal ausgeführte Müritz-Elde-Wasserstraße (hier auch: Friedrich-Franz-Kanal)
  - angrenzende Wiesenflächen

## Geschichte
Mitte des 19. Jahrhunderts erfolgte im heutigen Schutzgebiet der Ausbau des Störkanals und der Müritz-Elde-Wasserstraße zu über dem Geländeniveau befindlichen Hochkanälen. Teile der Waldlewitz wurden in Wiesenland umgewandelt. Nachdem Ende des 19. Jahrhunderts entlegene und ertragsarme Flächen immer häufiger unverpachtet und unbewirtschaftet blieben, etablierte sich um 1900 die Teichwirtschaft durch Eindeichung und Flutung von Wiesenflächen unter Zuhilfenahme der angrenzenden Schifffahrtswege. Der Abfluss wurde durch tiefer liegende Gräben gewährleistet. Bis zum Zweiten Weltkrieg machten die Flächen etwa 500 Hektar aus und waren vorerst maximal 50 cm tief, was starken Schilfbewuchs verursachte und Schilfschneidearbeiten erforderlich machte. Schon damals zog man in den Teichen Karpfen auf. Bis 1958 wurden die Teichflächen auf insgesamt 870 Hektar ausgedehnt. In den 1980ern fasste man kleinere Teiche zusammen und vertiefte die Becken auf etwa 1,20 Meter. Technische Anlagen führten fortan Sauerstoff und Futter zu, was zu deutlichen Ertragssprüngen führte (1945: 100 kg/ha, 1959: 400 kg/ha, 1989: 1000 kg/ha). Mit der Wende reduzierte man nach 1990 den Fischbesatz, 90 Hektar Teichfläche wurden zudem nicht weiter bewirtschaftet.

## Flora und Fauna

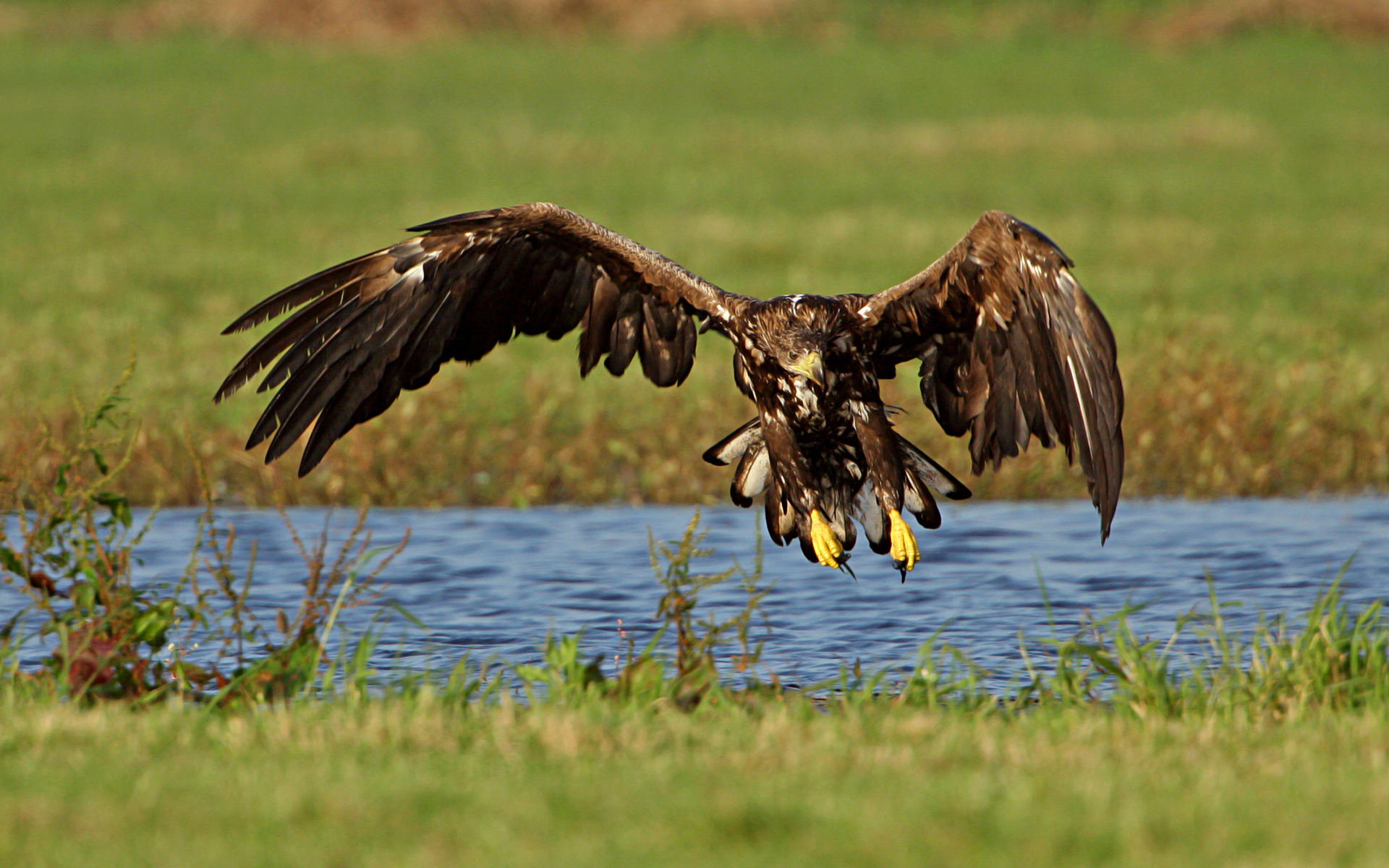
Junger Seeadler im NSG Fischteiche in der Lewitz

Im Neuhöfer Teich und Teilen der Friedrichsmoorer Karpfenteiche gibt es Röhrichtbestände an Gemeinem Schilf, Wasser-Schwaden, Kalmus, Pfeilkraut, Wasserdarm und Sumpf-Segge. Zahlreich vertreten sind Rohrkolben und Rohr-Glanzgras in den fischereiwirtschaftlich nicht mehr genutzten Möwen- und Brahmteichen. Südlich der Friedrichsmoorer Teiche kommen auf der Enzianwiese Pfeifengras, Bach-Nelkenwurz, Sumpf-Schafgarbe, Wiesen-Alant, Sumpf-Hornklee, Kümmel-Silge, Teufelsabbiss, Blutwurz und Lungen-Enzian vor. Den nordwestlichen Rand des Naturschutzgebietes bilden Laubwälder mit Rotbuchen, Stieleichen, Birken, Bergahorn und Hainbuchen.
Die Fischteiche werden unter anderem von Höckerschwänen, Rohrweihen sowie Tafel- und Reiherenten als Brutgebiet genutzt, regelmäßig auch von Rohrdommeln, Kleinrallen, Bartmeisen und Drosselrohrsängern. In den Wäldern brüten beispielsweise der Mittelspecht und der Zwergschnäpper. Verschiedene Vogelarten nutzen das Teichgebiet als Mauser- und Rastplatz. Je zwei Brutpaare an Fisch- und Seeadlern suchen hier nach Nahrung. Nicht zuletzt finden Froschlurche Laichgebiete.